# Chrysoritis lyndseyae
Chrysoritis lyndseyae is een vlinder uit de familie van de Lycaenidae. De wetenschappelijke naam van de soort is voor het eerst gepubliceerd in 1979 door Stephen Frank Henning.

## Verspreiding
De soort komt voor in Zuid-Afrika (Noord-Kaap).

## Waardplanten
De rups leeft op Osteospermum incanum (Asteraceae) en Roepera teretifolia (Zygophyllaceae).